# Apolinary Szeluto
Apolinary Szeluto (ur. 23 lipca 1884 w Petersburgu, zm. 21 sierpnia 1966 w Chodzieży) – polski kompozytor, pianista, adwokat, z rodu szlacheckiego herbu Kalwarya. Należał do grupy kompozytorskiej Spółka Nakładowa Młodych Kompozytorów Polskich, do której należeli również Karol Szymanowski, Grzegorz Fitelberg i Ludomir Różycki. W jego dorobku znajdują się 42 opery, balet Świteź, 27 symfonii, siedem koncertów (pięć fortepianowych, jeden skrzypcowy i jeden wiolonczelowy), 13 poematów symfonicznych i około 300 pieśni.

## Życiorys
Naukę gry na fortepianie rozpoczął w wieku 9 lat. Uczęszczał do gimnazjum w Saratowie. W latach 1902–1905 studiował prawo na Uniwersytecie Warszawskim. Studiował jednocześnie w Konserwatorium. W latach 1906–1909 studiował pianistykę u Leopolda Godowskiego w Berlinie.
W latach 1911–1918 pracował jako sędzia śledczy w Remontnem koło Astrachania. W 1918 roku zamieszkał w Warszawie, gdzie znalazł pracę w Ministerstwie Sprawiedliwości. W roku 1934 przeniósł się do Słupcy, gdzie pracował jako notariusz. Po wojnie został sędzią Sądu Grodzkiego w Słupcy.
Lata 1918-1933 były najefektywniejsze w jego działalności muzycznej. W latach 1927–1930 Towarzystwo Wydawnicze Muzyki Polskiej w Warszawie wydało jego dwa nokturny i kilka innych utworów. W 1938 r. w Poznaniu został wykonany poemat Szeluty „Cyrano de Bergerac”. W tym też roku jesienią kompozytor wystąpił w roli solisty, wykonując swój koncert fortepianowy H-dur z orkiestrą pod batutą Kazimierza Wiłkomirskiego. W 1938 r. Radio Polskie nadało kilkanaście utworów jego pióra.
W okresie powojennym zaangażował się politycznie, stał się gorliwym zwolennikiem socrealizmu w muzyce.
W latach pięćdziesiątych i sześćdziesiątych XX wieku, mimo postępującej choroby umysłowej, nadal komponował, lecz utwory z okresu po roku 1949 nie są już brane przez muzykologów pod uwagę. Dorobek kompozytorski Szeluty został po śmierci kompozytora zakupiony i przechowywany jest przez Bibliotekę Narodową w Warszawie. Apolinary Szeluto komponował utwory w większości gatunków muzycznych; objętościowo jego twórczość przewyższa całość dorobku innych przedstawicieli „Młodej Polski”. Dzisiaj twórczość kompozytora jest zapomniana.
Kompozytor napisał też dużo artykułów, m.in. Muzyka jako objaw życia społecznego, Ślepy tor muzyki współczesnej, Muzyka trwała i tymczasowa, Jak wyprowadzić muzykę ze ślepego toru, Gdzie jest piękno muzyczne, Jaka muzyka jest na ślepym torze. Pisał też wspomnienia o Szymanowskim, Noskowskim i o Chopinie.
Zmarł w Domu Pomocy Społecznej dla Przewlekle Chorych w Chodzieży 21 sierpnia 1966 r. Został pochowany na słupeckim cmentarzu.
Imię Apolinarego Szeluty nosi słupecki Zespół Szkół Muzycznych, oraz ulica Słupcy.